# Ramón Gómez de la Serna
Ramón Gómez de la Serna (Madrid, 3 de juliol de 1888 — Buenos Aires, 12 de gener de 1963) fou un prolífic escriptor i periodista avantguardista espanyol, generalment adscrit a la Generació del 1914 o al Noucentisme i inventor del gènere literari conegut com a gregueria. Compta amb una extensa i variada obra literària que abasta l'assaig costumista, la biografia (en va escriure una sobre Valle Inclán, Azorín i sobre ell mateix: automoribundia), la novel·la i el teatre.
"Ramón", com li agradava que li diguessin, va escriure un centenar de llibres, la gran majoria traduïts a diversos idiomes. Divulgà les avantguardes europees des de la seva tertúlia, al café de Pombo, immortalitzada pel seu amic, el pintor i escriptor expressionista José Gutiérrez Solana. Escriví especialment biografies on el personatge ressenyat era en realitat una excusa per tal de divagar i acumular anècdotes veritables o inventades.

## Biografia
La vida de Ramón ha estat recollida per diversos escriptors biògrafs. La seva autobiografia la va escriure durant el seu exili a Buenos Aires quan comptava amb seixanta anys. El període que comprèn la seva vida va des de finals del segle xix fins a mitjans del s.XX. Aquest període fou testimoni de grans canvis socials i polítics tant a Europa com a Espanya. Va exercir un paper molt important com a figura de l'avantguarda espanyola.

## Infantesa i joventut

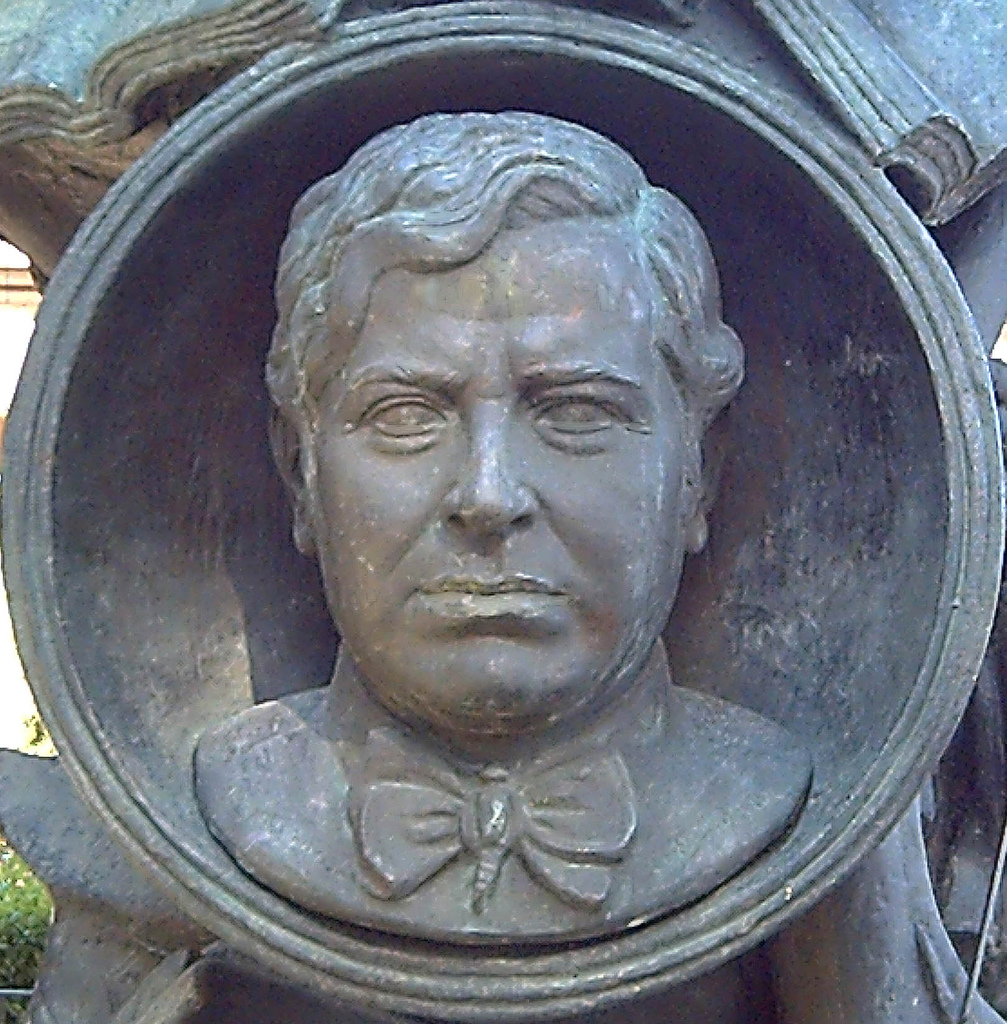
Bust de bronze d'en Gómez de la Serna, fet per Enrique Pérez Comendador

Va néixer a Madrid el 3 de juliol de 1888, al número cinc del carrer de las Rejas que actualment rep el nom de Guillermo Rolland. Fill de Javier Gómez de la Serna y Laguna, advocat i funcionari del Govern dins el Ministeri d'Ultramar, i de Josefa Puig Coronado, neboda de l'escriptora Carolina Coronado. En ser batejat a l'església de San Martín se li assigna el nom catòlic de Ramón Javier José Eulogio. Va passar la seva infantesa entre jocs per la Plaza de Oriente, acompanyat per la seva tia Milagros. El seu tiet era l'escriptor, poeta i periodista Corpus Barga.
Anys més tard, la família es va traslladar i visqué a prop del viaducte i del carrer Segovia. La pujada de lloguers i l'espera d'un germà va fer que la família novament pensés a canviar de casa i anà al cèntric carrer de Corredera Baja de San Pablo a la vora del nou Teatre Lara. En aquesta època Ramón va començar la seva formació al col·legi madrileny del "Niño Jesús". Arran del desastre del 1898, el Ministeri d'Ultramar tanca i el seu pare hagué de presentar-se com a opositor per a registrador de la propietat i li calgué traslladar-se amb la família a Fechilla (Palència) per tal d'ocupar el nou càrrec.
Ramón i el seu germà José passaren tres anys internats al Colegio de San Isidro de Palència. En aquest temps a Espanya s'hi viu una situació d'agitació política també marcada per la pèrdua de les colònies d'Ultramar que influiran en l'escriptor notablement. Els seus viatges freqüents a Madrid i les seves aspiracions polítiques feren que de mica en mica aconseguís renom fins al punt de ser nomenat diputat.

## Obres
Algunes de les seves obres són:
- 1905 - «Entrando en fuego», Diario de Avisos - Segovia
- 1908 - «Morbideces», El Trabajo - Madrid
- 1909 - «El cofrecito encantado», Saturnino Calleja, Madrid
- 1911 - «El libro mudo», Imprenta Aurora, Madrid
- 1912 - «Ex-votos», Imprenta Aurora, Madrid
- 1912 - «El lunático», Imprenta Aurora, Madrid
- 1914 - «El doctor inverosimil», La novela de bolsillo, Madrid
- 1915 - «El Rastro», Sociedad Editorial Prometeo, Madrid
- 1917 - «La viudad blanca y negra», Biblioteca Nueva, Madrid
- 1917 - «Senos», Imprenta Latina, Madrid
- 1917 - «El Circo», Imprenta Latina, Madrid
- 1917 - «Greguerías», Editorial Prometeo, Madrid
- 1918 - «Pombo», Imprenta Mesón de Paños, Madrid
- 1920 - «Toda la història de la calle de Alcalá», Imprenta con los plomos de La Tribuna, Madrid
- 1920 - «Toda la historia de la Puerta del Sol», Imprenta Mesón de Paños, Madrid
- 1921 - «Disparates», Espasa Calpe, Madrid
- 1923 - «La Quinta de Palmyra», Biblioteca Nueva, Madrid
- 1924 - «La Sagrada Cripta del Combo», Tomo II, Imprenta G. Hernández y Galo Sáez, Madrid
- 1926 - «El torero Caracho», Agencia Mundial de Librería, Madrid
- 1927 - «Seis falsas novelas», Agencia Mundial de Librería, Madrid
- 1927 - «La mujer de ámbar», Biblioteca Nueva, Madrid
- 1928 - «El caballero del hongo gris», Agencia Mundial de Librería, Buenos Aires
- 1935 - «Greguerías 1935», Editorial Cruz y Raya, Buenos Aires
- 1936 - «¡Rebeca!» Ed. Ercilla, Santiago de Chile
- 1942 - «Azorín», Editorial Losada, Buenos Aires
- 1944 - «Don Ramón María del Valle-Inclán» Espasa Calpe, Buenos Aires
- 1949 - «Las tres gracias» Ed. Perseo, Buenos Aires
- 1956 - «Nostalgias de Madrid», El Grifón de plata, Buenos Aires
- 1961 - «Piso Bajo», Espasa Calpe, Madrid